# شيمو جويا
تشارلز شيمو جويا (بالإنجليزية: Charles Shemu Joyah) (مواليد 1959، زيمبابوي)، هُو مُنتج ومُخرج أفلام مالاوي.